# Mon année
Mon année est une bande dessinée de Jean-David Morvan et Jirō Taniguchi. La rencontre d'un mangaka et d'un scénariste français autour de l'histoire d'une petite fille trisomique.

## Les personnages
- Capucine : 8 ans, petite fille trisomique
- Stéphane Touret : son père, il vient de quitter Reims avec femme et enfant pour reprendre un hôtel-restaurant de renom en Normandie. Son nouveau travail et les soucis l'accaparent. Sa femme lui reproche de ne pas assez s'occuper de Capucine.
- Stéphanie Touret : sa mère. Elle est vendeuse dans un magasin de lingerie. Plus disponible que son mari, elle s'occupe beaucoup de sa fille, l'emmène à l'école, rencontre l'institutrice, la psychomotricienne.
- Sandrine : tantedrine pour Capucine,  tante malade et triste.
- Mélanie : psychomotricienne de Capucine

## Histoire
Printemps (2009). Dans la maison de Normandie, toute la famille est réunie pour fêter l'anniversaire de Capucine. Très sensible, Capucine ressent le mal être de sa tante Sandrine et se réjouit en découvrant son cadeau : un petit chien qu'elle prénomme « Garçon ». Petit à petit, il va remplacer Douroudoudou, son ami imaginaire. Les invités partis, les parents de Capucine se disputent une nouvelle fois à son sujet : comment s'occuper au mieux de Capucine ? Comment la rendre heureuse et la faire progresser ? Capucine les sent tristes, désemparés, en colère, elle aussi, parfois est triste.
Stéphanie a rendez-vous à l'école où Capucine suit une scolarité presque normale. La directrice lui annonce qu'elle ne peut plus accueillir Capucine qui va devoir rejoindre un établissement spécialisé. Stéphane, le père se souvient de la découverte de la trisomie de sa fille, peu de temps avant sa naissance. À cette époque, lui et sa femme ont fait le choix de garder Capucine, un médecin leur avait dit qu'elle pourrait atteindre le niveau d'un élève de 3e, mais si elle doit quitter l'école en CP ? Un soir, poussé par sa femme qui n'en peut plus d'assumer tout ce qui concerne Capucine, Stéphane passe chercher Capucine chez la psychomotricienne : Mélanie. Pendant le rendez-vous, Capucine le sent bizarre, il n'est pas dans son état normal. Puis, Capucine part pour le nord retrouver sa Nounou et son Ninnin pour une semaine. Le couple s'est occupé d'elle quand elle était petite.

## Commentaires
Des dessins de manga appliqués à une histoire atypique : le parcours d'une petite fille handicapée et de ses parents. Le dessin de Taniguchi est très reconnaissable, ici encore, il utilise des photos retravaillées, redessinées. Mais il s'adapte, les personnages sont moins anguleux que dans ses productions japonaises, la bande dessinée est entièrement coloriée, les tons pastel prédominent.
Capucine est une petite fille hypersensible, les états-d'âme des gens lui apparaissent. Taniguchi fait passer ce regard subjectif, à travers des dessins d'enfant au crayon de couleur, ces portraits aux traits grossiers rendent compte de ce que ressent Capucine. Ils viennent ponctuer le récit.
Mon année devait être une série de quatre tomes, un par saison. C'est Jirō Taniguchi qui avait souhaité que l'histoire se passe en France, mais cela a rendu la mise en dessin du scénario de Morvan compliquée, chaque case nécessitant d'avoir une photo, même pour dessiner des images du quotidien français. La série s'est ainsi arrêtée au tome 1.